# Luckin Coffee
Luckin Coffee Inc. (瑞幸咖啡, «Жуйсин Кафэй») — китайская компания общественного питания, управляющая сетью заведений по продаже кофейных и чайных напитков. Основана в 2017 году, штаб-квартира расположена в городе Сямынь.

## История
Компания Luckin Coffee была основана в октябре 2017 года, в январе 2018 года открыла свои первые кафе в Пекине и Шанхае. В июле 2018 года компания привлекла 200 млн долларов инвестиций от GIC (Сингапур), Centurium Capital и Joy Capital, а в сентябре 2018 года Luckin Coffee объявила о своем стратегическом сотрудничестве с китайским интернет-гигантом Tencent. К началу 2019 года сеть компании уже насчитывала около 2 тыс. торговых точек по всему Китаю, она обогнала британскую сеть кофеен Costa Coffee и начала конкурировать с американским гигантом Starbucks. В мае 2019 года Luckin Coffee провела листинг и привлекла в ходе IPO на бирже NASDAQ 561 млн долларов.
К концу 2019 года компания имела 4,5 тыс. точек в материковом Китае, обогнав сеть Starbucks (4,3 тыс. точек). Весной 2020 года Luckin Coffee оказалась в центре финансового скандала: её уличили в фальсификации доходов и расходов, а оптовыми покупателями продукции компании оказались фирмы, связанные с совладельцем Luckin Coffee Чарльзом Лу. В апреле 2020 года торги акциями Luckin Coffee были приостановлены, а в июне компания была исключена из листинга NASDAQ. На фоне скандала основателя компании Чарльза Лу на посту председателя правления сменил Го Цзиньи.
В сентябре 2020 года Государственное управление по регулированию рынка КНР оштрафовало сеть Luckin Coffee и аффилированные с владельцами компании за нечестную конкуренцию на сумму в 61 млн юаней (около 9 млн долларов США). В декабре 2020 года компания согласилась выплатить Комиссии по ценным бумагам и биржам 180 млн долларов за обман инвесторов. В феврале 2021 года Luckin Coffee подала в США заявление на банкротство, пытаясь оградить себя от исков кредиторов. В декабре 2021 года Luckin Coffee получила разрешение федерального судьи Манхэттена на реструктуризацию долга на сумму 460 млн долларов и урегулирование ряда коллективных исков инвесторов.
Весной 2022 года Luckin Coffee вышла из фазы банкротства после завершения реструктуризации своего долга в соответствии с кодексом США, а также сменила большую часть своего высшего руководства. В результате к концу 2022 года акции Luckin Coffee значительно выросли и рыночная капитализация компании достигла 4,4 млрд долларов.      
По состоянию на первый квартал 2023 года Luckin Coffee имела более 9,35 тыс. заведений (более 6,3 тыс. своих и более 3 тыс. франчайзинговых); общая выручка составила 646 млн долл. (+ 84,5 % в годовом исчислении); среднее количество клиентов, совершающих ежемесячные покупки, составило 29,5 млн человек (+ 84,6 % в годовом исчислении).
В марте 2023 года сеть Luckin Coffee вышла за пределы Китая, открыв два кафе в Сингапуре. В июне 2023 года общее количество торговых точек Luckin Coffee достигло 10 000. В 2023 году, покрыв все крупнейшие города Китая, Luckin Coffee стала активно расширяться в провинциальных городах второго и третьего уровня, а также в зажиточных сельских уездах.
В 2023 году объём продаж Luckin Coffee на китайском рынке составил 24,86 млрд юаней (около 3,45 млрд долларов США); компания впервые превзошла по этому показателю Starbucks, чей доход в Китае в 2023 году составил 3,16 млрд долларов. Общий чистый доход Luckin Coffee составил 24,9 млрд юаней (около 3,5 млрд долларов США), что на 87,3 % больше по сравнению с 2022 финансовым годом. По состоянию на конец 2023 года количество кофеен Luckin Coffee в Китае достигло 16 218, за год были открыты 8034 новых заведения, что на 97,8 % больше по сравнению с 2022 годом; кроме того, число кофеен Luckin Coffee в Сингапуре достигло 30.

## Деятельность
В основном заведения Luckin Coffee расположены в торговых центрах и жилых комплексах, на оживлённых пешеходных улицах, вокзалах и в аэропортах. Сеть кафе и киосков Luckin Coffee принимает онлайн-заказы через приложение; можно выпить напиток в заведении, взять на вынос или заказать доставку. Сеть не принимает наличные, клиенты могут платить только через приложение Luckin Coffee, которое предлагает бонусы за лояльность и систему скидок через социальную сеть WeChat.
Основной продукцией заведений Luckin Coffee являются холодные и горячие кофейные и чайные напитки (в том числе с добавлением молока, сливок, льда, фруктов, ликёров и байцзю): кокосовый и сливочный латте, сладкий юаньян, различные виды американо, капучино, фраппучино, моккачино, макиато и флэт уайт, растворимый кофе премиум-класса Luckin Pop и зелёный чай маття. Кофейные зёрна и чайные листья компания закупает в провинции Юньнань, а также в Бразилии, Колумбии, Вьетнаме и Эфиопии. Кроме того, в заведениях Luckin Coffee предлагают фруктовые и овощные соки, молочные напитки, выпечку и сэндвичи.

## Акционеры
Основным инвестором Luckin Coffee является китайская частная инвестиционная компания Centurium Capital, которая на протяжении 2021 года скупила акции основателей сети — Чарльза Лу и Дженни Цянь.